# 角猪之助

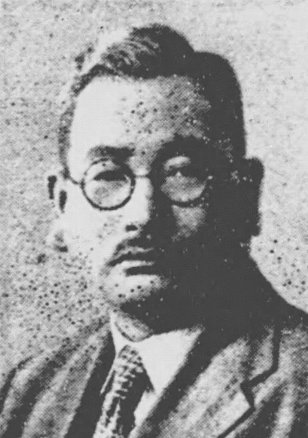
角猪之助

角 猪之助（すみ いのすけ、1895年（明治28年）7月13日 - 1955年（昭和30年）5月14日）は、日本の衆議院議員。ジャーナリスト。

## 経歴
和歌山県東牟婁郡新宮町（現在の新宮市）出身。日本大学法科に学んだ後、『中央新聞』と『都新聞』で政治部記者を務めた。
1942年（昭和17年）、第21回衆議院議員総選挙に翼賛政治体制協議会の推薦を受け出馬し、当選を果たした。戦後の1946年（昭和21年）、公職追放となった。
その他、日本真珠株式会社相談役、大日本漁業株式会社取締役を務めた。

## 著書
- 『支那の農民運動』（1928年、東邦通信社出版部）
- 『東洋争覇戦と日本 満蒙興廃の前夜』（1931年、政経研究社）
- 『旋風裡の極東外交と軍事』（1936年、独立書房）